# Aiguillot

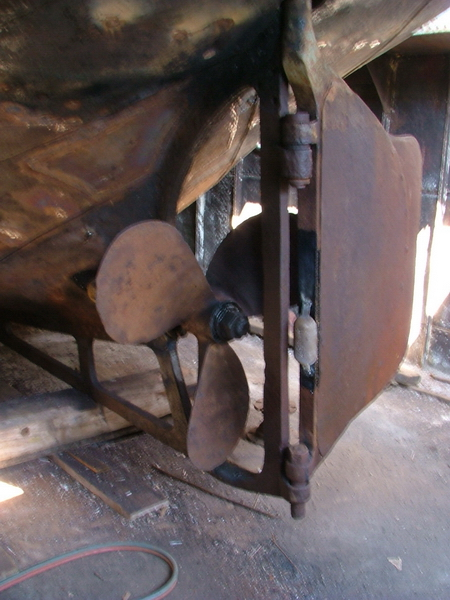
Safran d'un remorqueur montrant deux aiguillots et fémelots.

Sur le schéma du gouvernail, l'aiguillot est numéro 2

Un aiguillot (pintle en anglais) est une partie du safran, constitué d'un pivot s'emboîtant dans le fémelot correspondant. Cette pièce particulièrement vulnérable est en général en bronze.